# Eddie Cantor
Eddie Cantor, született Edward Israel Iskowitz (New York, 1892. január 31. – Beverly Hills, Kalifornia, 1964. október 10.) amerikai humorista, énekes, színész és dalszerző.

## Életpályája
Emigráns orosz családból származott, de már New Yorkban született. Édesanyja belehalt a szülésbe, édesapját egyévesen veszítette el tüdőgyulladásban; így nagyanyja Esther Kantrowitz nevelte fel. Amatőr színjátszóként 1909-ben lépett színpadra, majd egy gyermektársulat tagja lett. Nagyanyja 1917-ben hunyt el. 1926-ban kezdett filmezni, közben vissza-visszatért a színpadhoz, fellépett a rádió mikrofonja és a televízió kamerái előtt is. 1930-tól a legnépszerűbb komikusok egyike volt. 1933–1935 között a Screen Actors Guild (SAG) elnöke volt. 1950 után csak színpadon és a televízióban szerepelt. 1960-ban csillagot kapott a Hollywood Walk of Fame-en.
Kétszer érte szívroham. A második halálos kimenetelű volt.

## Munkássága
Zenés komédiákban, varietékben, katonai kultúrcsoportokban aratta első sikereit, és Florenz Ziegfeld, Jr. híres látványos revüihez is meghívták. Nálunk is játszott népszerű filmje, A modern Ali baba (1937) ezeregy éjszakai keretbe helyezett, mulatságos Roosevelt-párti politikai pamflet. Ebben mint címszereplő groteszk, sajátos humorú alakítást nyújtott. Humoros könyveket is írt. Kiterjedt művészeti, közéleti tevékenységet fejtett ki.

## Magánélete
1914–1962 között Ida Tobias Cantor (1892–1962) amerikai színésznő volt a felesége. Öt gyermekük született: Marjorie Cantor (1915–1959) amerikai színésznő; Natalie Cantor Metzger (1916–1997) amerikai színésznő; Edna Cantor McHugh (1919–2003); Marilyn Cantor Baker (1921–2010) amerikai forgatókönyvíró, színész és Janet Cantor Gari (1927-).

## Filmjei

### Színészként
- Különleges kézbesítés (Special Delivery) (1927)
- Whoopee! (1930)
- Borravalós napok (Palmy Days) (1931)
- A spanyol kölyök (The Kid from Spain) (1932)
- Botrány Rómában (Roman Scandals) (1933)
- Kölyök milliók (Kid Millions) (1934)
- Üss meg, Pink! (Strike Me Pink) (1936)
- A modern Ali baba (Ali Baba Goes to Town) (1937)
- Negyven kis mama (Forty Little Mothers) (1940)
- Hollywood Canteen (1944)

### Dalszerzőként
- Botrány Rómában (Roman Scandals) (1925–1933)
- Makin' Whoopee! (1927–1930) Magyar változata: Ez történt Lellén
- Borravalós napok (Palmy Days) (1929–1931)
- A spanyol kölyök (The Kid from Spain) (1932)
- Kölyök milliók (Kid Millions) (1934)
- Üss meg, Pink! (Strike Me Pink) (1935–1936)
- A modern Ali baba (Ali Baba Goes to Town) (1936–1937)
- Téli álom (1939)
- Negyven kis mama (Forty Little Mothers) (1940)
- Hollywood Canteen (1944)
- Bonnie és Clyde (1967)
- Fényes nyergek (1974)
- A nő nem felejt (1990)
- Szörnyecskék 2. – Az új falka (1990)
- Ebek közt a legszemtelenebb (1991)
- Huncutka (1991)
- Animánia (1993)
- Lövések a Broadwayn (1994)
- Space Jam – Zűr az űrben (1996)
- Bolondos Dallamok – Újra bevetésen (2003)
- A remény bajnoka (2005)
- Boardwalk Empire – Gengszterkorzó (2010-2012)
- Az elveszett fiúk: A szomjúság (2010)
- Újabb bolondos dallamok (2011)

## Könyvei
- My Life Is in Your Hands by Eddie Cantor (1928)
- Caught Short!: A Saga of Wailing Wall Street by Eddie Cantor (1929)
- Between the Acts by Eddie Cantor (1930)
- Yoo-Hoo, Prosperity!: The Eddie Cantor Five-Year Plan by Eddie Cantor (1931)
- The Rise of the Goldbergs by Gertrude Berg (1931)
- Your Next President! by Eddie Cantor (1932)
- Eddie Cantor in An Hour with You: A Big Little Book (1934)
- Eddie Cantor Song and Joke Book (1934)
- Ziegfeld: The Great Glorifier by Eddie Cantor (1934)
- World's Book of Best Jokes by Eddie Cantor (1943)
- Hello, Momma by George Jessel (1946)
- Take My Life by Eddie Cantor (1957)
- No Man Stands Alone by Barney Ross (1957)
- The Way I See It by Eddie Cantor (1959)
- As I Remember Them by Eddie Cantor (1963)
- Yoo-Hoo, Prosperity! and Caught Short! by Eddie Cantor (1969)
- The Golden Age of Sound Comedy: Comic Films and Comedians of the Thirties by Donald W. McCaffrey (1973)
- Radio Comedy by Arthur Frank Wertheim (1979)
- The Vaudevillians: A Dictionary of Vaudeville Performers by Anthony Slide (1981)
- American Vaudeville as Seen by Its Contemporaries by Charles W. Stein, ed. (1984)
- Eddie Cantor: A Life in Show Business by Gregory Koseluk (1995)
- Eddie Cantor: A Bio-Bibliography by James Fisher (1997)
- Banjo Eyes: Eddie Cantor and the Birth of Modern Stardom by Herbert G. Goldman (1997)
- The Great American Broadcast: A Celebration of Radio's Golden Age by Leonard Maltin (1997)
- My Life Is in Your Hands and Take My Life by Eddie Cantor (2000)
- Film Clowns of the Depression: Twelve Defining Comic Performances by Wes D. Gehring (2007)
- Eddie Cantor in Laugh Land by Harold Sherman (2008)
- Rothwell-Smith, Paul. Silent Films! the Performers (2011)

## Díjai
- Oscar-díj (1957)

## Fordítás
- Ez a szócikk részben vagy egészben  az   Eddie Cantor című angol Wikipédia-szócikk fordításán alapul.  Az eredeti cikk szerkesztőit annak laptörténete sorolja fel. Ez a jelzés csupán a megfogalmazás eredetét és a szerzői jogokat jelzi, nem szolgál a cikkben szereplő információk forrásmegjelöléseként.

## További információ
- Hivatalos oldal
- Eddie Cantor az Internet Movie Database-ben (angolul)
- Eddie Cantor a Rotten Tomatoeson (angolul)